# I due supposti conti
I due supposti conti ossia Lo sposo senza moglie és una òpera en dos actes composta per Domenico Cimarosa sobre un llibret italià de Angelo Anelli. S'estrenà a La Scala de Milà el 10 d'octubre de 1784. El 1786 es representà al Teatro Valle de Roma com Lo sposo ridicolo.
La posada en escena fou del famós Pietro Gonzaga. L'òpera que va ser precedida, al mateix teatre
i durant la temporada de tardor, per Chi dell'altrui si veste, presto si spoglia. Davant l'èxit de les dues obres, el príncep de Pietrasanta Sera di Falco va convidar a Cimarosa a passar uns dies a Cantú i, si és cert el que es diu, per Cimarosa l'estada va ser molt agradable gràcies a la relació que va iniciar amb una altra convidada, Antonia Mazzucchellis.